# La explosión Marvel: Historia de Marvel en los 70
La explosión Marvel es un libro de historia del cómic escrito en 2012 por el historiador español José Joaquín Rodríguez Moreno, que aborda la evolución de la editorial Marvel Comics entre los años 1968 y 1980.

## Contenido general
La idea de hacer un libro centrado en la historia de la editorial Marvel Comics durante los años 70  surgió cuando Vicente García, editor de Dolmen, sugirió a José Joaquín Rodríguez realizar un libro de historia del cómic que pudiera atraer a los lectores nostálgicos de dicha editorial.
La explosión Marvel describe la evolución de la editorial Marvel desde su compra por parte de Cadence Industries en 1968 hasta su consolidación como principal editorial de cómics estadounidense a mediados de 1980, una época muy compleja para la industria del cómic a causa de la crisis económica que azotaba a los Estados Unidos, pero que acabó siendo de una gran importancia para la evolución del cómic estadounidense. En palabras del autor, el título del libro se debe a que aquellos años fueron “una explosión de títulos, de nuevos personajes y de nuevos autores.”
El libro se divide en seis capítulos precedidos por una introducción:
Capítulo 1. Un vistazo a la industria del cómic en los años 70
Describe la situación de la industria del cómic en general entre 1968 y 1980, centrándose principalmente en la lucha entre Marvel y DC Comics por dominar el mercado, pero incluyendo también referencias a diversas editoriales como Archie, Warren, Dell, Harvey o Charlton, entre otras.
Capítulo 2. Marvel, la fábrica de las ideas
Se centra en el funcionamiento interno de la editorial, desde cómo colaboraban los equipos creativos hasta cómo eran las relaciones entre los ejecutivos que controlaban los aspectos económicos y los autores que realizaban los cómics.
Capítulo 3. Mucho más que héroes enmascarados
Recorre los diversos géneros que publicó Marvel a lo largo de aquellos años, destacando: artes marciales, aventura, bélico, ciencia ficción, espada y brujería, humor, romance, salvaje oeste, superhéroes, terror y underground.
Capítulo 4. ¿Hay niños entre el público?
Analiza los elementos relacionados con la industria del cómic y que influyeron en su desarrollo, como la censura del Comic Code Authority, la aparición de los aficionados y las convenciones de cómic, además de la creación de un sistema de venta directa que revolucionó la industria del cómic.
Capítulo 5. Marvel, reflejo de una década
Estudia la manera en la que Marvel supo retratar los tiempos que se estaban viviendo, centrándose principalmente en el mensaje que la editorial daba en temas como la definición de los héroes y los villanos, el papel de la mujer o la lucha contra el racismo.
Capítulo 6. Rumbo a los 80
A modo de conclusión, el capítulo refleja cómo la década de los 70 transformó la industria del cómic y tuvo enormes consecuencias en los 80 y las décadas posteriores.
Además de estos capítulos, el libro posee un prólogo del guionista y escritor Rafael Marín Trechera y un anexo con las treinta sagas que, en opinión del autor, mejor reflejan la década que abarca el libro.

## Estilo
A diferencia de otros libros españoles que estudian el cómic, La explosión Marvel destaca por analizar no solo las historietas, sino también el mensaje de las mismas, el sistema de producción, las relaciones entre los ejecutivos y los autores, los condicionantes de la industria del cómic (censura, lectores y métodos de distribución) y los propios condicionantes socioeconómicos de la época (crisis del petróleo, guerra de Vietnam, cambio de gustos entre los lectores). Además, el libro deja ver la formación como historiador de José Joaquín Rodríguez, que siempre ofrece al lector referencias a todas sus afirmaciones, basadas en una bibliografía que bebe de numerosas obras anglosajonas pero, sobre todo, de un vasto abanico de fuentes entre las que destacan más de 5.000 cómics y medio centenar de entrevistas. Esta meticulosidad en las explicaciones y la riqueza de fuentes ha hecho que un crítico considere el libro una “tesis doctoral del cómic Marvel.”

## Recepción y repercusión
El libro tuvo una buena acogida por los aficionados y por la crítica tras su aparición, haciéndose  eco del mismo diversos medios nacionales y locales. La crítica ha alabado el rigor del texto por ir “mucho más lejos de ser un sencillo canto a la nostalgia y se convierte en un completo y documentado repaso a una etapa esencial en el cómic de superhéroes”, pero también ha sido aplaudido por su “prosa ágil, amena y muy acertada.”